# إمبراطوريات الشرق الأوسط
وجدت الإمبراطوريات في الشرق الأوسط على فترات مختلفة بين 5000 سنة قبل الميلاد وعام 1924م، وقد كانت فعالة في نشر الأفكار والتكنولوجيا والأديان في داخل الشرق الأوسط وحتى الأقاليم النائية. كانت معظم الإمبراطوريات في الشرق منذ القرن السابع ميلادي امبراطوريات اسلامية، باستثناء الإمبراطورية البيزنطية. ودعى المسلمون امبراطورياتهم بالخلافة. وكانت آخر إمبراطورية في المنطقة كانت الخلافة العثمانية.

## قبل 1700 سنة قبل الميلاد: الشرق الأوسط القديم
اعطت المناطق الغنية والخصبة في بلاد ما بين النهرين الأرضية لنشؤ بعض من أقدم الحضارات المدنية. فساهم السومريين بالإبتكرات الهامة مثل الكتابة، بناء القوارب، والعجلات.
مع مرور الوقت، شهدت بلاد ما بين النهرين صعود وسقوط العديد من الحضارات العظيمة التي من شأنها أن تجعل المنطقة واحدة من أكثر المناطق الحيوية والمختلطة ثقافيا في التاريخ، مثل الآشوريين والممالك التجارية مثل الليديين والفينيقيين، والتي كان لها تأثير على الحضارات المجاورة.
واقام الحيثيين في شمال غرب بلاد ما بين النهرين الذين كانوا، على الأرجح، أول من استخدم أسلحة الحديد. وكانت مصر الفرعونية إلى الجنوب الغربي بمواردها الغنية التي حققت ثقافة مزدهرة ومستقرة. يعتبر معظم المؤرخين إلى أن مصر هي واحدة من أقدم الحضرات على وجه الأرض.

### الإمبراطورية السومرية
كان لمدن سومر صيتا في القيام بحروب المدن باستخدام المعادن مثل النحاس والسكاكين التي تم العثور عليها في المقابر الأثرية. وكان لهم ديناميكية عسكرية مبتكرة واستخدموا عربات الخيل بشكل فعال وعلى نطاق واسع.
استخدم السومرين الخيالة كعامل صاعق في المعارك لخرق الخطوط الأمامية للأعداء وبالتالي، فتح المجال للمشاة في خرق المقاتلين وفصلهم إلى جيوب منفصلة للقضاء عليهم.
وبحسب الشواهد الأثرية، استخدم المشاة السومريين كتائب ثقيلة والتي ظهرت على مسلة النسورالتي تحيي ذكرى انتصار لجشع لى الأما السومرية حوالي 2525 ق. م. وتشكيلتها مشابهة جدا لكتائب المشاة الإغريقية المقدونية، لكن لم تكن ذخائرها متقدمة. حملوا الرماح والدروع الثقيلة. كما كانت الجيوش السومرية تستخدم أسلوب المناوشات لمضايقة الخصم. ويعتبر سرجون العظيم (الأكادي) أشهر وأنجح الحكام السومريون والذي عاش بين عامي 2334 و2279 ق. م وهو من أعظم حكام الشرق الأوسط، وكذلك يعد من أمهر الإستراتيجيين العسكريين الذي لديه التكتيك العسكري. وينسب إليه الفضل في استخدام أول برمائية حربية في التاريخ المسجل.
بعد سنوات من السلام، شن سرجون الحروب ضد منافسيه العيلاميين. ومن ثم شن هجوما منفصالا على سوريا ولبنان. سر انتصارات سرجون هي جودة التنسيق في حركة الجيش، وقدرته على ارتجال التكتيكات ومقدرته على اعتماد الأسلحة الاستراتيجية، ومهارته في حرب الحصار، وكذلك اعتماده على التجسس وعمليات الاستطلاع المعقدة.
بعد ان قضى سرجون على السومريين، تمتعت المنطقة بقترة سلام نسبي وازدهار قد توصف بالعصر الذهبي. تطورت التجارة الدولية وازدهرت التجارة واصبح التجار ينتقلون من سومر إلى الشرق، وأيضا إلى الموارد الهائلة في الغرب. وتدفقت البضائع إلى مملكة سرجون من مصر والأناضول وإيران. اشتهر تراث سرجون بالتجارة وتشكيل الجيوش، والتي قلدها الحكام اللاحقون.
عندما مات سرجون تولى الحكم إبنه ريموش الا أنه واجه العديد من الانتفاضات المستمرة ثم تولى شقيقه العرش بعده. وهو أيضا كان يعاني من التمرد المستمر. ثم اغتصب الحكم نارام سن الذي قضى بسرعة على الانتفاضات وفرق الثوار السومريون وأقام على حملة واسعة من الفتوحات في لبنان وسوريا وفلسطين ثم توجه إلى مصر. وبعد نارام سن، احتضرت الحضارة السومرية وانتهت سلالتها.

## 1700-1450 قبل الميلاد: الإمبراطوريات المصرية والبابلية والحيثية

### الإمبراطورية الفرعونية
وصلت الإمبراطورية المصرية الفرعونية إلى مكانة أقوى دولة مهيمنة في الشرق الأوسط بيين عامي 1560 إلى 1080 قبل الميلاد. عندما كانت روما ما زالت مستنقعات والأكروبوليس كانت صخرة فارغة، كانت قد مر ألف سنة من الحضور الفرعوني. على الرغم من أن فترة بناة الاهرام قد ولت لفترة طويلة كانت مصر الفرعونية على عتبة أعظم عصورها. فإن قوة المملكة الفرعونية الجديدة صهرت بالفتح بالقوة، وبالتخويف وبالدبلوماسية ويتذكرها التاريخ لفترة طويلة بعد زوالها. [بحاجة لمصدر]

امبراطورية مصر الفرعونية فيالقرن 15 ٍ.م.

قبل 1400 قبل الميلاد، امتدت الإمبراطورية المصرية من شمال سوريا إلى السودان في أفريقيا، تحت حكم الفرعون أمنحتب الثالث. كان عصره العصر الذهبي للثروة وللقوة وللازدهار واستخدم الدبلوماسية للحفاظ على الإمبراطورية من منافسيه. وازدهر الفن والتكنولوجيا والأفكار الجديدة واعتبر الحكام كاآلهة. [بحاجة لمصدر]
كانت ذروة التوسع الإمبراطوري المصري في عهد رمسيس الثاني الذي قاد جيشا إلى الشمال لمحاربة الحيثيين في قادش. تلك المعركة كانت إنجازه الأكبر، والتي أسست لفترة جديدة من الاستقرار والثروة وغمرت الموارد مصر.
بعد عهد طويل من حكم رمسيس الثاني العظيم بداء نهب المقابر بصورة منهجية واشتعلت الحرب الأهلية وقسمت بين القوى الخارجية. [بحاجة لمصدر]

### الإمبراطورية البابلية

امتداد حكم السلالة البابلية الأولى في بابل فترة حكم حمورابي بحدود 1792 قبل الميلاد — بحدود 1750 قبل الميلاد

عادت مدينة بابل لظهوها الثاني كقوة محركة تاريخية بعد سقوط سلالة اور الثالثة التي حكمت الدول المدينية المنشرة بين نهري الفرات ودجلة لأكثر من قرن من الزمان. أدت الأزمة الزراعية إلى نهاية الدولة المركزية. فاستقر العديد من القبائل البدوية في جنوب بلاد ما بين النهرين. كان واحدا من هذه الجماعات من الأموريين («الغربيين») الذين تغلبوا على الإيسيين، ومدن لارسا وبابل. واسسوا سلالة حكم عوفة باسم السلالة البابلية الأولى.
تم توحيد المنطقة من قبل حمورابي، ملك بابل والذي ينتسب إلى الأموريين. من بداية حكمه، سميت المنطقة بين نهري الدجلة والفرات بـ«بلد الأكاديين» ولكن اشتهرت تاريخيا باسم بابل. وهي واحدة من أكثر الأراضي خصوبة وغنا من أجزاء العالم القديم.
شنت بابل وحليفتها لارسا حروبا دفاعية ضد عيلام، أعداءالأكاديين. بعد انتهاء هذه الحرب بنجاح، حارب حمورابي لارسا وهزم ملكها ريم-سين. وتكرر هذا السيناريو مع الملك زميرليم الماري، ثم ضد الأشوريين، وبعد الانتصار، قاتلوا حليفهم الماريين وقضوا على هم. وشنوا حروبا ضد الجمشديين (حلب)، عيلام، وإشنونا والقبائل الجبلية في زاغروس. واصبحت بابل عاصمة المنطقة برمتها ما بين حران في الجزء الشمالي الغربي إلى الخليج العربي في جنوب شرق البلاد.
تحولت نجاحات حمورابي إلى مشاكل لخلفائه. بعد ضم الماريين في الشمال والاشنونيين في الشرق، لم يكن يعد منطقة حاجبة مع الإمبراطورية الحثية وقبائل الكاسية في زاغروس. كان من المستحيل بالنسبة لخلفاء حمورابي القتال ضد كل هؤلاء الأعداء في نفس الوقت، وبدأو يفقدون السيطرة. عزا هؤلاء الأعداء في بعض الأحيان بابل، في عام 1595 قبل الميلاد تقدم مورسيل ملك الحيثيين على طول الفرات، فحتلوا بابل واستولوا على تمثال مردوخ الإله الأعلى لبابل من معبده في ايساكيلا.
مع سقوط الإمبراطورية الآشورية (612 قبل الميلاد)، كانت الإمبراطورية البابلية أقوى دولة في العالم القديم. حتى بعد إطاحة الإمبراطورية البابلية تم من قبل الملك الفارسي كورش الكبير (539)، ظلت المدينة نفسها مركزا ثقافيا مهما وهدفا مغريا في عيون الفاتحين الطامحين.

### الإمبراطورية الحيثية
كثيرا ما يتم الخلط بين الأمبراطورية الحيثية مع الكلدانيين/البابليين[بحاجة لمصدر] ونادر ما تم ذكرهم من قبل المؤرخين اليونانيين.
تذكر الوثائق المصرية مسمى حيثي للمنطقة من الحثيين التي كانت موقع حروب تحتمس الثالث من الملك سيتي ورمسيس الثاني. وتشير رسائل تل العمارنة المكتوبة لاحرف المسماري في كثير من الأحيان إلى الحيثيي. للفترة القدمة من 1500-1250 قبل الميلاد. وذكر منتباح الذين خلف رمسيس الثاني، أنه تم اخضاع الحيثيين كان الهدوء.وذكر رمسيس الثالث، الذي يفترض أنه حكم ما بين 120و1180 قبل الميلاد، أنه سحق الحيثيين.
تشير الوقائع البابلية عن ارتباط الحيثيين في غزو بابل في ختام سلالة حمورابي التي يفترض انها حدثت في القرن 17 أو القرن 16 ما قبل الميلاد.

## 600 قبل الميلاد: إمبراطوريات الميديين، الكلدانيين واليديين

### الإمبراطورية الميدينية

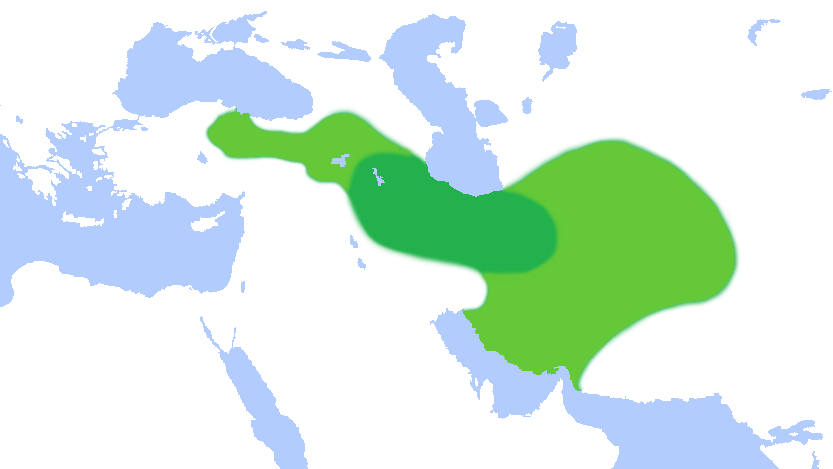
الإمتداد المفترض لمملكة الميديين سنة 600 قبل الميلاد.

تعتبر الإمبراطورية، الميدينية أول سلالة إيرانية حكمت القسم الشمالي الشرقي من إيران الحالية وخفارفارانا الشمالية- واشورستان وجنوب شرق الأناضول. تكلم سكان هذه المناطق، والذين عرفوا بالميديين نفس لغة جيرانهم الفرس والتي لها صلة وثيقة باللغة الآرية (الفارسية القديمة). لم يصلنا الكثير من المعلومات التاريخية والحضارية عن الميديين سوى القليل جدا حول الديانة الزرادشتية وكذلك الأديان الشركية الدين كان تمارس هناك، وعن طائفة كهنوتية عرفت بالمجوس.
وفقا لهيرودوت آسس ديكو المملكة الميدينية وحكمها من عام 728 وحتى 675 ق. م وأسس مدينة إكباتان (همدان عصرنا الحالي) واتخذها عاصمة لملكه. وهناك من المؤرخين الذي يرجحون أن ديكو الذي ذكره هيرودت هو نفسه الملك دايوكو المذكور في اللوحات المسمارية وأحد الملوك الذين سباهم سرجون إلى أشور عام 714 قبل الميلاد. الا أنه لايوجد أي آثار في المخطوطات المسمارية ما يشير إلى هذا الأمر وعلى الأرجح هي اساطير تبرر نشؤ المملكة..
اسيطر لميديين السيطرة على أراضي شرقا لأناضول التي كانت فيما مضى جزءا من مملكة أورارتو والتي في نهاية المطاف تورطت بالحرب مع الليديين المهيمينين سياسيا على السلطة في غربي آسيا الصغرى. في عام 585 قبل الميلاد تمت التوصل إلى السلام بين ميديا وليديا، على الأرجح من خلال وساطة البابليين، وأصبخ نهر هاليس هو الحدود الثابتة بين المملكتين. وهكذا، أصبح هناك توازن قوى جديد في الشرق الأوسط بين الميديين، الليديين والبابليين، والمصريين في أقصى الجنوب .
في وقت وفاته، كان سيخاريس يسيطر على أراض واسعة: كل الأناضول إلى نهر هاليس، إيران الغربية برمتها من شرقها وحتى مجال طهران المعتصرة وجميع جنوب غرب إيران، بما في ذلك فارس. هناك من يعترض على اطلاق مصطلح في المملكة على هذا الكيان فهناك من يشير إلى أن نظام الحكم على الشعوب المختلفة المتوجدة في المنطقة، الإيرانيين وغير الإيرانيين هي شكل من أشكال الكونفدرالية بدلالة استعمال لقب ملك الملوك كلقب للملك.
خلف آستيغيز والده، سياخاريسعلى لعرش الميدينيين (585-550 قبل الميلاد) ولم يعرف الكثير عنحكمه. وهناك مؤشرات على الخلاف مع البابليين وهناك بعض الأدلة تشير إلى أن بابل كانت تخشى حظوة الميديين. في نهاية الماف، قضى قورش العظيم على المملكة الميدينية.

### الإمبراطورية الكلدانية
في حين أن سيطرج المملكة الميدانية على منطقة المرتفعات، سيطر الكلدانيين الهلال الخصيب وكانت عاصمتهم بابل. اصبح نبوخذ نصر ملكا الكلدانيين في عام 604 قبل الميلاد، رفع بابل إلى حقبة أخرى من التألق بعد أكثر من ألف سنة من الكسوف. بفوزه على المصريين في سوريا، قضى نبوخذنصر على آمال المصريين في إعادة إنشاء إمبراطوريتهم. كما دمر أورشليم سنة 586 قبل الميلاد وحمل الآلاف من اليهود أسرى إلى بابل.
أعاد نبوخذ نصر بنءا بابل، وجعلها أكبر وأكثر مدينة مثيرة للإعجاب في عصره. كانت أسوار المدينة واسعة بما يكفي في الأعلى لتحتوي على صفوف من المنازل الصغيرة على جانبي. ومر في وسط مدينة شارع المواكب الشهير مارا ببوابة عشتار الذي هو قوس تزين ببلاط رائعة عن الحيوانات وهو أفضل الأمثلة الباقية من العمارة البابلية.
تزين هائلة قصر نبوخذ نصر الهائل بتراسات فوق تراساتالمزدانة بآشجار السرخس، والزهور والأشجاروالتي اشتهرت بحدائق بابل المعلقة وكانت رائعة الجمال لذلك اعتبرها الإغريق واحدة من عجائب الدنيا السبع في العالم.
أعاد نبوخذ نصر بناء برج المعبد الكبي، أو الزقورة، والتي عرفت في الكتاب المقدس بـ«برج بابل» والتي وصفها المؤرخ اليوناني هيرودوت بعد قرن من بنائها ببرج متين البناء في طول وعرض 220 ياردا، التي يعلوها برج ثاني، ثم ثالث، وكذلك وصل عدد الأبراج إلى ثمانية فوق بعضها البعض. كان نبوخذ نصر العظيم آخر حكام ما بين النهرين العظماء وسرعان ما انهارت الدولة الكلدانية بعد وفاته في عام 562 قبل الميلاد.
اهتم الكهنة الكلدانيون في علم التنجيم الذي أضاف الكثير إلى المعرفة الفلكية أختى أصبحت كلمة "الكلدان" موادفة لكلمة "الفلكي". كما كان الكهنة يقوضون باستمرار النظام الملكي. وأخيرا، في عام 539 قبل الميلاد فتحوا أبواب بابل امام كورش الفارسي ليحتلها، وبالتالي حققوا نبؤة دانيال حول العذاب الذي سيوجهه سيئ السمعة بيلشاصرآخر الملوك الكلدانيين الحاكم: "وَزِنْتَ بِالمَوازِينِ فَوُجِدَتَ ناقِصاً. (دان. 5:27).

### الإمبراطورية الليدية
دخلت مملكة ليديا السجل التاريخي في عام 660 قبل الميلاد، عندما طالب الملك الآشوري آشور بانيبال الجزية من الملك غايغز الليدي حفيد عايغس، الياتيس، يديا الإمبراطورية السنة سبع وخمسين من حكمه.
استولى الياتيس على سميرنا، أكبر موانيء الساحل الآسيوي. وأضاف المدن الساحلية اليونانية واحدة بعد الأخرى إلى حكمه. بلرغم من انه سمح للمدن اليونانية بالاحتفاظ بموارد الجمارك والمؤسسات والضرائب بالإضافة إلى ذهب ليديا، الا أنه جعل ليديا من أغنى الممالك منذ حكم سليمان الحكيم.
بحسب التوراة، ورث قارون حكم أبيه الياتس وأصبح أهم ملوك ميديا فيما يتعلق بالكتاب المقدس. كان فاحش الثراء ختى شاع المثل«ثري ثراء قارون.»
وسقطت المملكة الليدية عندما رفض قارون عرض كسرى بخضوع الفرس لليديين شرطا ترك حكم مناطقه له. شن قارون المفعم بالتكبر بعد انتصاره على الكبودشيين الآ انه انهزم بهما فطلب مساندة المصريين والإغريق والبابليين الذين رفضوا مساعدته. فسقطت عاصمته وأخذ قارون كأسير.عومل قارون برأفة وأعيد إلى بلاده كوالي باسم الفرس بعد أن كان ن أثرى أثرياء عالمه.

## 500 سنة قبل الميلاد: الإمبراطورية الفارسية

### إيران القديمة

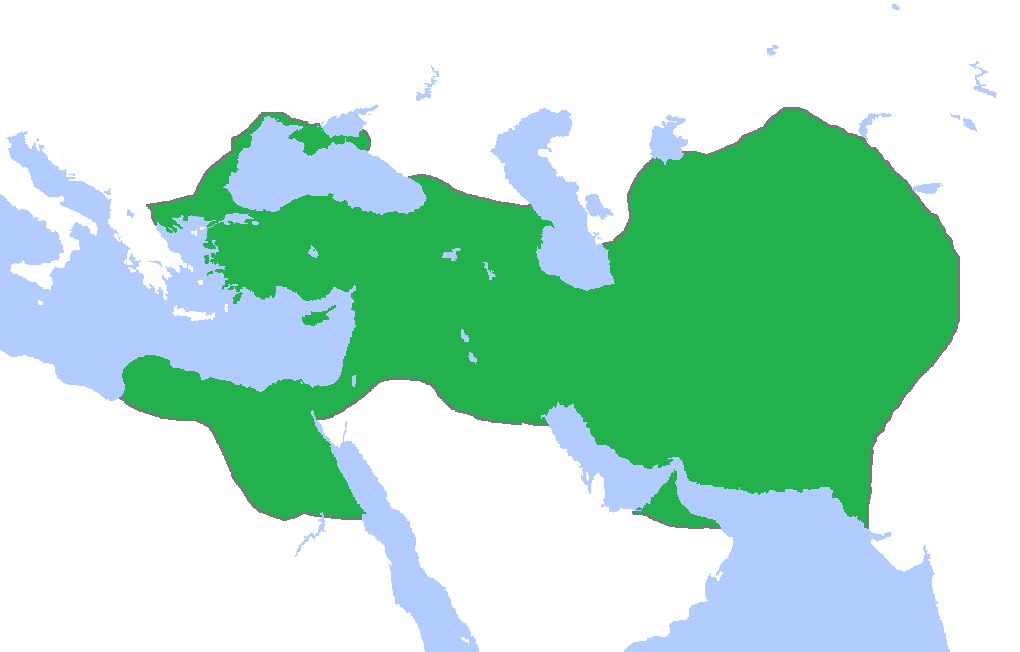
الامبراطورية الاخمينية (الدولة الفارسية القديمة) في 480 ق. م. في اقصى اتساع.

يعود تاريخ استيطان إيران إلى أبعد من العصر الحجري الحديث. إلى حوالي 6000 قبل الميلاد، عندما بدأ البشر بتدجين الحيوانات وزراعة النباتات والقمح والشعير. وازداد عدد من استقر في مجمعات زيادة كبيرة ولا سيما في شرق جبال زاغروس وبدآت الأعمال اليدوية الفخارية المطلية. وهناك مؤشرات بأنطوال فترة ما قبل التاريخ، من منتصف الألفية السادسة قبل الميلاد إلى حوالي 3000 قبل الميلاد، بأن الأعمال الفخارية هي سمة من سمات العديد من المواقع في إيران.
السجلات الأولى حول الفرس تأتي من النقوش الآشورية التي نقشت حوالي عام 844 قبل الميلاد التي سمتهم بالـ«بارسو» (أو بارسواش والتي تعني الفرس، والـ«بارسوماش») والتي ذكرت أيضا آنهم استوطنوا في منطقة بحيرة أورميا إلى جانب مجموعة أخرى من المستوطنين هم الميديين. على مدى القرنين التاليين، اعتبر الفرس والميديين من فروع الآشوريين. حوالي 719 قبل الميلاد، ضم سرجون مناطقهم إلى الحكم الأشوري. في نهاية المطاف، استطاع الميديين إنشاء سيادة مستقلة واخضعوا الفرس تحت حكمهم لهم.
بعد الإطاحة بالميديين من قبل الفرس، ورث الفرس أقاليم الميدييم ووسعوها بشكل كبير. لتصبح الإمبراطورية الفارسية (المعروف باسم الإمبراطورية الأخمينية) ممتدة على ثلاث قارات هي أوروباوآسيا وأفريقيا، بمساحة 8 ملايين كيلو متر مربع،  لتصبح أول وأكبرإمبراطورية عالمية في التاريخ. في ذروته قوتها، فإنها امتدت من مقدونيا وبلغاريا في الغرب حتى وادي السند في الشرق الأقصى. أسسها كورش الكبير وازدهرت بتشجيعها احتضان مختلف الحضارات لتصبح أكبر إمبراطورية في التاريخ القديم ويعود نجاحها لتطبيقها نموذج مركزية البيروقراطية الإدارة (من خلال حكام مقاطعات تابعين لسلطة الملك) وتنصيب حكومة تعمل من أجل رعاياها، ولبناء البنية التحتية مثل البريد وشبكات الطرق واستخدام اللغة الرسمية في كل أراضيها، وانشاء جيش كبير محترف وتقديم الخدمات المدنية، وتحرير العبيد بما فيهم اليهود المسبيين في بابل وذكرت في التاريخ الغربي انها كانت خصم دول المدن اليونانية خلال الحروب الفارسية اليونانية.
يقدر عدد سكانها بـ 50 مليون نسمة في عام 480 قبل الميلاد،  وفي ذروهوتها حكمت أكثر من 44% من سكان العالم، وهو رقم لأي إمبراطورية في التاريخ.
وانتهت الحروب الفارسية اليونانية باستقلال بلاد فارس الغربية (التي تضم مقدونيا، تراقيا وفاوانيا) الانسحاب النهائي من البلقان وأوروبا الشرقية. في عام 333 ق. م. بعد معركة جوجاميلااطاح الإسكندر الأكبر بالأمبراطورية الفارسية وبدأت مرحلة جديدة في تاريخ الشرق الأوسط بظهور الثقافة الإغريقية واليونانية-الفارسية والثقافة بالإضافة للسلالات المختلطة (مثلا مملكة بونتوس).

## 323 قبل الميلاد: أمبراطورية ألإسكندر الهلنستية

### إسكندر الأكبر

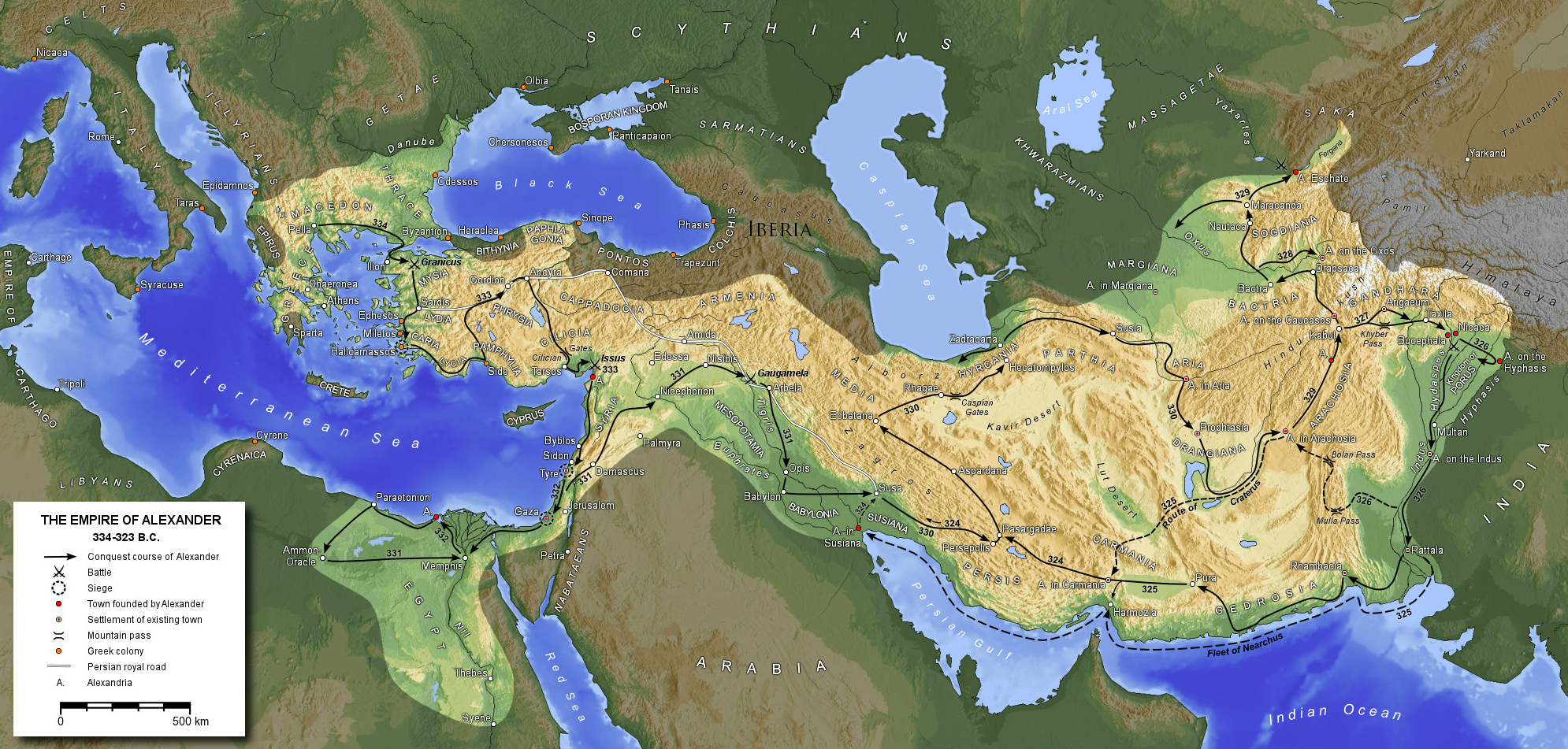
مقدونيا القديمة عند وفاة الإسكندر الأكبر.

وصل الملك المقدوني الكسندر الثالث الذي يعرف باسم الإسكندر الأكبر إلى العرش في تشرين الأول / أكتوبر 336 قبل الميلاد، وهو لم يبلغ الـ20 عاما. استطاع من السيطرة على الإمبراطورية الفارسية وحكم جميع الأقاليم في العالم القديم، إلى حدود الهند. الكسندر كان شخصا رائعا جمع بين العبقرية العسكرية رؤية والده فيليب الثاني المقدوني السياسية المحنكة، مع المعرفة الأدبية والشغف الرومانسي وروح المغامرة.
في أقل من عامين، استطاع الإسكندر في حماية الحدود اليونانية والتراقية وأنشاء جيشا من 50,000 رجل في التحضير لمواجهة آسيا. حافظ في أوائل حملاته على أسطول كبير من السفن الحربية وأمن الإمدادات لجنوده. كما اصطحب معه الكثير من العلماء الذي سجلوا اكتشافات وإنجازات الإسكندر في الشرق.
في عام 334 قبل الميلاد الكسندر خاض المعركة التي من شأنها أن رفعت اسمه لمصافي الخالدين عندما واجه الجيش الفارسي في موقعة على ضفاف نهر غرانيكوس. اعتمد جيشه على تكتيكات غير مألوف وقوة هائلة، وكتائب مقدونية على درجة عالية من الانضباط تتقدم مع أسلحتها الثقيلة، مما ألحقت هزيمة ساحقة على الجيش الفارسي، مما دفع العار الفارسي القائد إلى الانتحار.
وخلال ستة أشهر، وقعت كل لمدن الساحل الغربي من الأناضول تحتحكم الإسكندر.في الشتاء التالي، ضم كل المدن في طريقه باتجاه ليسيا.
بشكل مثير للدهشة، خضع الفرس الذين كانوا حتى ذلك الوقت يتمتعون إلى حد كبير بهيمنة من دون منازع على المنطقة، ولم يقاوموا تقدم الإسكندر. القليل من المقاومة. سلم الإسكندرالجكم لهذه المدن الجديدة لمساعديه الذين يثق بهم بالإضافة ستراويات الفرس في تابع هوبالتوجه إلى حافة العالم المعروف.
أدى غزو الإسكند لبلاد فارس لبى استبدال الحكم الأخميني بالحكم السلوقي، ولكن مقتله المفاجيء وغياب تعيين خليفة له آديا إلى زوال حكمه وتوزييع الأراضي التي استولى عليها بين قواده..

## 117 ميلادية: الإمبراطوريات الرومانية والبارثية

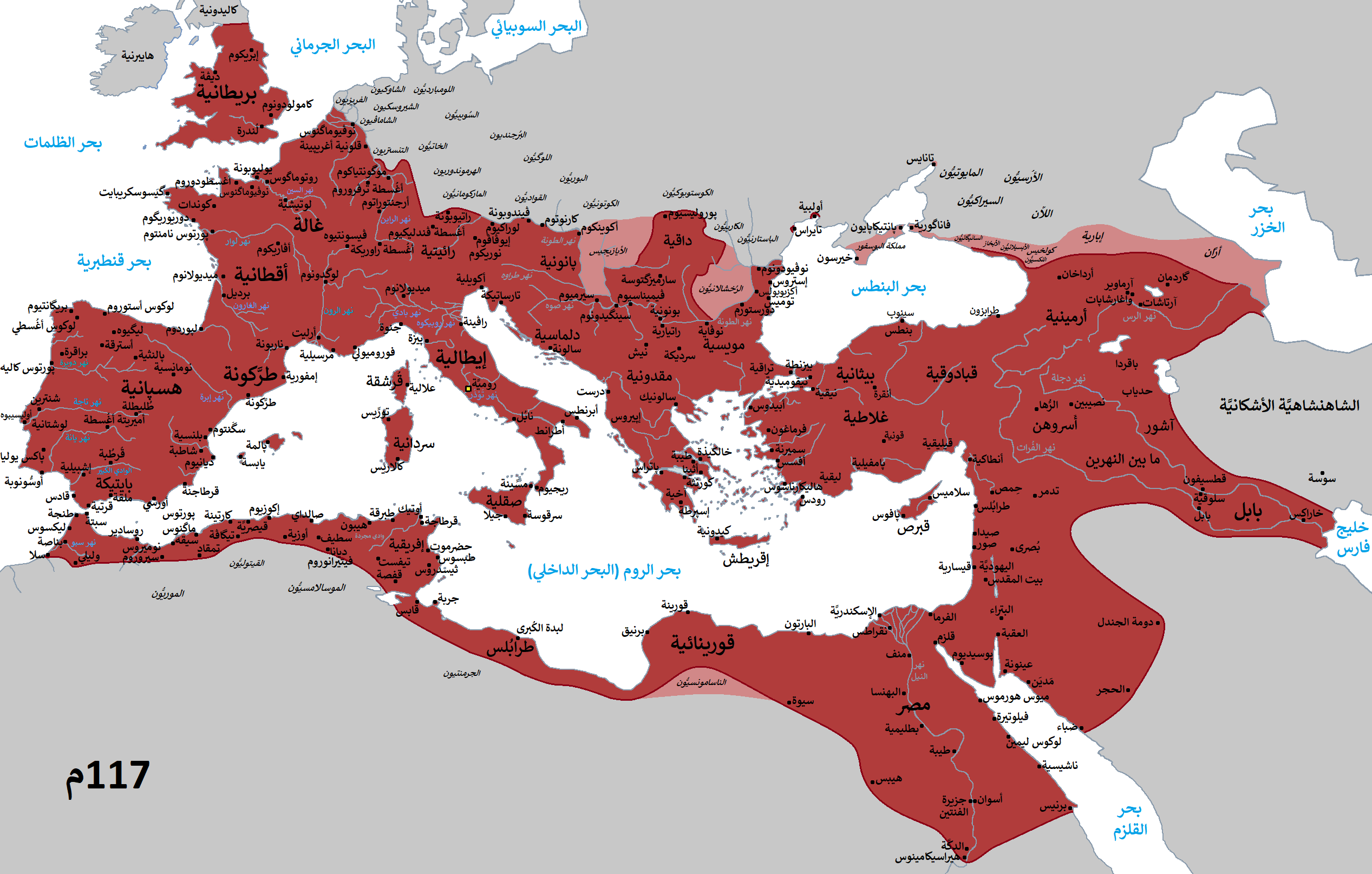
الامبراطورية الرومانية في عهد تراجان

بدأت الحروب بين روما والإمبراطورية البارثية حوالي عام 53 قبل الميلاد وانتهت حوالي 217 م وكانت حلقة فريدة من نوعها في العصور الكلاسيكية القديمة. على الرغم من أن روماغزت وسيطرت على كل العالم المتحضر حول البحر الأبيض المتوسط، الا أن البارثيين كانوا شوكة دائمة خاصرتهم.
عندما وصلت التوسعات الرومانية إلى بلاد ما بين النهرين، كانت الإمبراطورية البارثية مزدهرة وتعتبر قوة كبرى التي امتدت حدودها في عمق الشرق وصلت طرقها التجارية إلى عميق في الصين. عندما التقت حدود الرومان والبارثيين بدء لفترة عدة قرون من الدبلوماسية والحرب بين الإمبراطوريتين التي يتمتعان بثقافات متميزة وأساليب حرب خاصة بكل منهما.
هيمنت العلاقات الرومانية–البارثية غلى السياسة الدولية في العصر الكلاسيكي للشرق الأوسط. بينما كانت الإمبراطورية الرومانية أقل تنظيما وتعتمد القبائل، كان البارثيون حضارة متطورة الثقافة وتعتمد على التجارة جعلتهم دولة ثرية باستغلال الطرق التجارة واصبحت مدنها من أكبر المدن في العالم.

### الإمبراطورية الرومانية
يعود تأسيس روما إلى الأيام الأولى من الحضارة الغربية، وبسبب قدمها، تسمى 'المدينة الخالدة'. ايعتقد لرومان ان روما بنيت عام 753 قبل الميلاد، بينما يعتقد المؤرخون الحديثون أنها بنيت عام 625 قبل الميلاد.
في القرن الأول قبل الميلاد، توسيعت الجمهورية الرومانية واستولت على كل شرق البحر الأبيض المتوسط. تحت الحكم الإمبراطورية الرومانية اتحدت مناطق معظم أوروبا مع شمال أفريقيا في مجموعة واحدة سياسية واقتصادية. هذه الوحدة سهلت انتشار المسيحية وبحدود القرن 5 أصبحت المنطقة كلها مسيحية.
بعد أن قسمت الإمبراطورية إلى جزئيها الغربي والشرقي. حكم أباطرة الشرق من القسطنطينية على أراضي الشرق الأوسط في الشرق حتى نهر الفرات عبر البلقان. وكانت هذه الإمبراطورية ناطقة باللغة اليونانية وتعتنق المسيحية وعرفها المؤرخين مثلبـالإمبراطورية البيزنطية (من اسم عاصمتها).
حكم البارثيون بلاد فارس بموازات االهن وفي هذا الوقت وصلت الإمبراطورية الرومانية إلى ذروة قوتها. في هذا الفترة المزدهرة كان الفرس الرابط بين روما والصين واعتبر الرومان هذا الأمر بالغ الأهمية الاستراتيجية من أجل الحفاظ على مصالحهم.

### الإمبراطورية البارثية
في حوالي 300 قبل الميلاد، غزت القبائل البدوية الإيرانية البارثية، غرب آسيا من آسيا الوسطى. تنقلت في جميع أنحاء آسيا الوسطى معم خيولهم وماشيتهم بحثا توسعة مراعيهم.
توجه البارثيون في نهاية الأمر جنوبا إلى حدود إمبراطورية الإسكندر. وفاة الإسكندر الأكبر قد بعثرت امبراطوريته الشاسعة والبارثيين ستكون واحدة من أهم المستفيدين.
نجح البارثيون على الفور في الاستيلاء على الجزء الأوسط من إمبراطورية الإسكندر (ما يقارب من إيران الحديثة). دى هذا إلى تقسيم الإمبراطورية السلوقية في النصف وترك المستعمرات المقدونية في باكتريا (أفغانستان الحديثة) معزولة. ومكثوا هناك لمدة 200 سنة استطاعوا خلالها من استيعاب ثقافة غرب آسيا.
بحدود حوالي 100 سنة قبل الميلاد، كانت سلوقية عاجزة على نحو متزايد، فاستغل البارثيين الوضع بدأو في السيطرة على أجزاء من شرق سلوقية. في نفس الوقت، بدأ الرومان في السيطرة على أجزاء من غرب سلوقية. في نهاية المطاف، اجتمع الرومان مع البارثيين في الوسط. في معركة كارهاي في سنة 53 قبل الميلاد، حقق البارثيون نصرا حاسما بضخامة جيشهم.
في عام 116م، غزى الإمبراطور الروماني تراجان الإمبراطورية البارثية وووصل إلى بابل. كان البارثيون في حالة من الفوضى في ذلك الحين بسبب حروبهم الأهلية وغير قادريين على الكثير من المقاومة. ولكن في عام 117 قام، تراجان خليفة هادريان على تخلى عن معظم الأراضي التي غزاها تراجان.
ولكن في نهاية المطاف أدت الخلافات الداخلية إلى انهيار الساسانية ارتفع.

## 486 ميلادية: الإمبراطورية الرومانية الشرقية

### الإمبراطورية الرومانية الشرقية

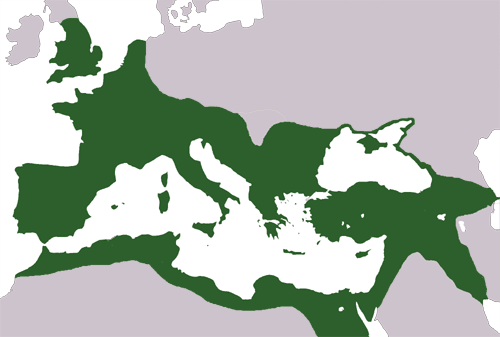
الإمبراطورية الرومانية

أصبحت القسطنطينية، التي تقع على مضيق البوسفور في فم البحر الأسود، عاصمة الإمبراطورية الرومانية في عام 330 م بعد أن أسسها قسطنطين الكبير، أول إمبراطور مسيحي. على الرغم من أن المدينة كانت تسمى القسطنطينية حتى سقوط الإمبراطورية الرومانية الشرقية أصبحت معروفة من قبل الكلاسيكية اسم بيزنطة ، وغالبا ما كانت المدينة تسمى باسمها القديم.
واصبحت المدينة التي هي مركز إقامة الإمبراطور الروماني الشرقية مركزا مميزا لكل المستعمرات الرومانية الشرقية في البلقان، سوريا، الأردن، فلسطين ، لبنان، قبرص، مصر، وجزء من الحاضر الليبي. من المؤشرات الجيدة على فسل وصول الإمبراطورية الشرقية لعظمة الجزء من الأصلي الروماني، هو عدم اعتماد لغة موحدة رسمية اذ استخدم رعاياها الكثير من اللغات: اليونانية، القبطية، السريانية والأرمنية، مع وجود عدد قليل جدا من الكهنة المسيحيين الذين تحدثوا اللاتينية.
بعد اطاحة القوطيون الغربيون والوندال بروما ثم انهيار القوة الرومانية في الغرب، استشعر الجميع في أنحاء الإمبراطورية الرومانية الشرقية بأن المستحيل قد حصل وأن السلطة التي سادت في العالم المعروف اختفت.
بسبب رمزية روما الهائلة، حاول الأباطرة الشرقيون استرجاع الأمبراطورية الغربية مرتين. واستخدموا في إحدى المحاولات الرومان من أصل ألماني. استخدام اللقبائل الجرمانية مثل القوط والفايكنج هو السبب الرئيسي في استمرار الإمبراطورية الشرقية لفترة طويلة.
استطاعت القسطنطينية الصمود لفترة طويلة جدا بسبب آسوارها الضخمة المنيعة والدفاعات التي اقامها الرومان في أوج قوتهم عن طريق الجيوش الجرمانية المرتزقة.

### إمبراطورية الغساسنة

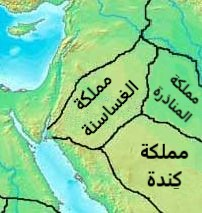
الدولة الغسانية

كان من الغساسنة العرب المسيحيين الذين هاجروا من اليمن إلى حوران في جنوب سوريا. يشير مصطلح «غسان» إلى مملكة الغساسنة ويعني «نبع المياه». تأسست الدولة الغسانية على يد الملك جفنا بن عمرو الذي هاجر مع عائلته وحاشيته إلى الشمال واستقر في حوران (جنوب دمشق).
كانت الدولة الغسانية حليفة للإمبراطورية البيزنطية. وللدقة كان الحكام الغسانيون «فيلاركس بيزنطيون» آي زعماء عشائر وقادة القبائل الت هي تحت امرتهم. كانت عاصمتهم هي الجابية في مرتفعات الجولان. وصلت مساحة حكمهم جغرافيا الكثير من سوريا وفلسطين وشمال الحجاز من ناحية الجنوب حتى يثرب (المدينة المنورة). هو بمثابة الوصي على طرق التجارة تراقب البدو القبائل وكان مصدر لرجال الجيش البيزنطي.
دعم الملك الحارث بن جبلة (حكم 529-569) البيزنطيين ضد الساسانيين في بلاد فارس فأعطاه الإمبراطور جستيان الأول لقب باتركيان في عام 529. اغتنق الحارث المسيحية المونوفيزكية، وساعد على إحياء الكنيسة اليعقوبية ودعمها فنمت طائفة المونوفيزكيينعلى الرغم من تعارضها مع الأرثوذكسية البيزنطية والتي تعتبرها هرطقة. في وقت لاحق آدت عدم ثقة البيزنطيين اضهادهم لكل من هو غير أورثوذكسي أسقطت خلفائه مثل المنذر (حكم 569-582) والنعمان.
ونجح الغساسنة بالرغم من محاربتهم لحلفاء الفرس اللخميديين في الحيرة (جنوب العراق وشمال الجزيرج العربية)، في الازدهار اقتصاديا وفي بناء الكثير من المنشأت الدينية والمباني العامة ، كما رعوا الفنون وكان شعراء عصرهم مثل النابغة الذبياني وحسان بن ثابت في رعاية ملوكهم.
يقيت الدولة الغسانية تابعة للبيزنطيين حتى تم الطاحة بحكامها من قبل المسلمين في القرن 7، بعد معركة اليرموك. خلال هذه المعركة، انشق 12,000 غساني عربي إلى الجانب المسلم بعد وعد المسلمين بدفع مستحقاتهم من الأجور. الا ان الوجود الحقيقي للغساسنة انتهى بعد الغزو الفارسي في فعام 614 م.

### الإمبراطورية الساسانية

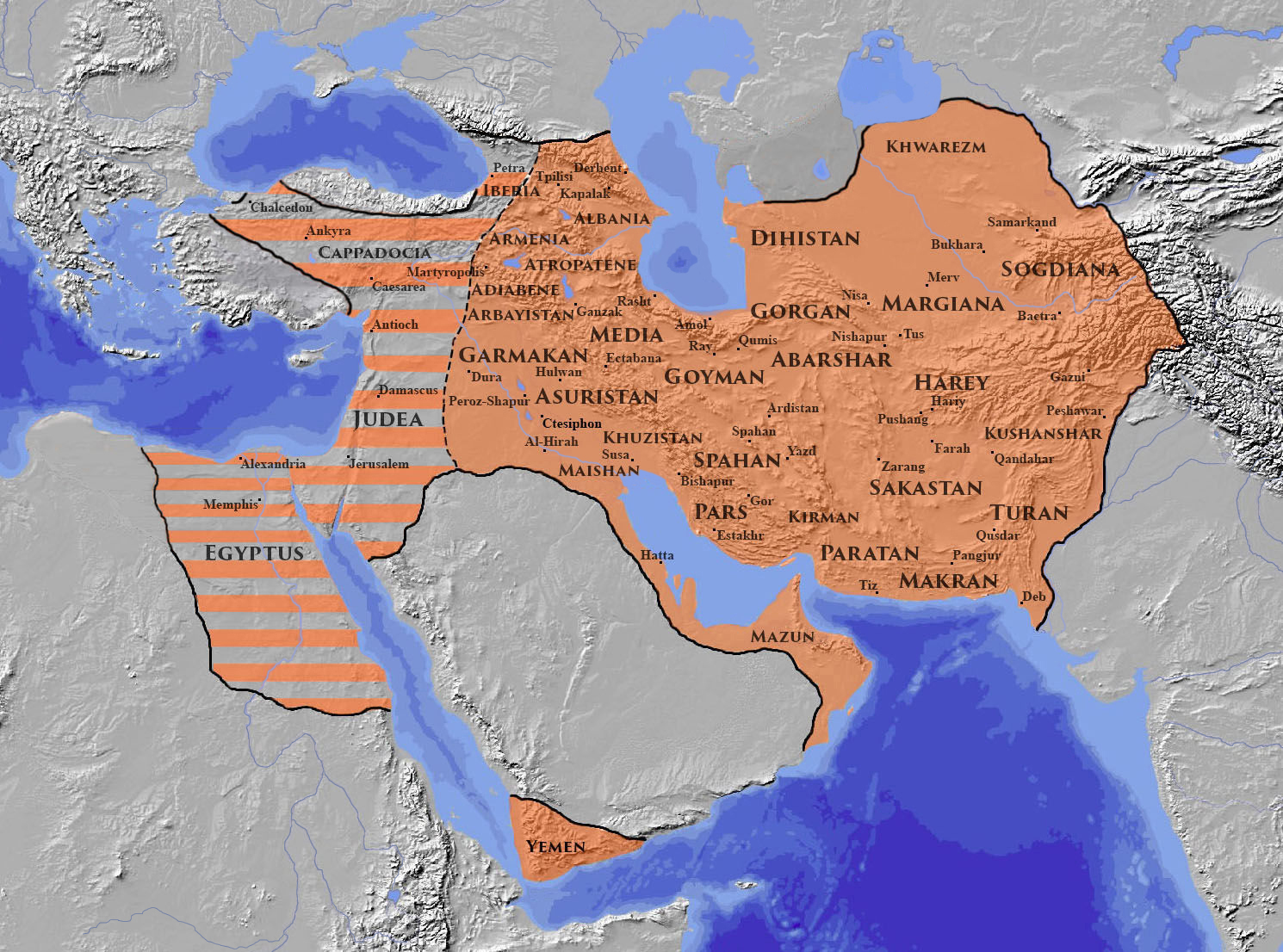
الامبراطورية الساسانية (الدولة الفارسية الثانية) تحت حكم كسرى الثاني

يعتبر العصر الساسانيي من أكثر حكم أهمية وتأثيرا في تاريخ إيران. شهدت الفترة الساسانية أهم إنجازات الحضارة الفارسية في جميع المجالات، وشكلت آخر وجود عظيم للإمبراطورية الإيرانية قبل الفتح الإسلامي واعتناق الإسلام.
بينما كان الرومان يعتدون على البارثيين في البداية، انقلب الوضع مع الساسانيين الذين هاجموا الرومان ومن ثم البيزنطيين.
جاء الساسانيون جاء إلى السلطة على موجة من القومية والاعتزاز. وعد أول شاه ساساني، أردشير، بالتخلص من النفوذ الهلنستية في بلاد فارس، والانتقام دداريوس الثالث من ورثة الاسكندر وإخضاع جميع الأراضي التي كانت تابعة للحكم الأخميني. عتبر شاه أن الرومان هم أعداء إلى بلاد فارس بشكل رئيسي والتي آشعلت الحروب التي تلت ذلك. أيد الساسانيون الشاه في تطلعاته.
باء أردشير حكمه بإخضاع ما تبقى من أراضي البارثيين وغزى أرمينيا الذين كانوا حلفاء روما . ثم في عام 230م غزى بلاد ما بين النهرين وحاصر مدينة نصيبين لكن دون جدوى. بينما هدد الخيالة الفرس كابادوكيا وسوريا.
كان الهجوم الفارسي صادما للرومان إذ اعتبروا الفرس بنفس العقلية البارثية، لكنها كانت تختلف كثيرا من ناحية العدوانية والحماس القومي.. الرومان إرسال الرومان وفدا يطلب من الفرس الانسحاب، مهديدينهم بمواجهة هزائم الماضي التي ححقوها ضد البارثيين بمثابة تحذير. رفض أردشير العرض الروماني. وفي عام 231 حشد الرومان جيشا بأمرة الكسندر سيفيروس مستقدما جنود من مصر وحتى البحر الأسود بتشكيلة ثلاث جيوش ضخمة.
قسم الجيش الأتي من روما بقيادة الإمبراطور الكسندر إلى ثلاثة أعمدة. اتجه احداها إلى أرمينيا (العمود الأيسر) واتجه الثاني ناحية الفرات (العمود الأيمن)، بينما بقي الثال في بلاد ما بين النهرين وكان بقيادة الإمبراطور نفسه.هاجم أردشير العمود الأيمن في الفرات وهزمه. عندها قرر الكسندر إنهاء الحرب والتراجع من دون توقيع معاهدة سلام.
وفي عام 233م، وبعد فوزه في الحروب التي شنها في الشرق، غزا أردشير الرومان مرة أخرى فاحتل مدينتي نصيبين وكراهي. وبهذا، امتد حكم أردشير إلى جيحون في الشمال الشرقي وإلى الفرات في الغرب. بعد مماته عام 241م، خلفه شابور الذي استكمل الحرب على الرومان.
آعاد الساسانيون إحياء التقاليد الأخمينية القديممة، بما في ذلك احياء الديانة الزرادشتية، كما وعد أردشير.الا أن الحروب مع بيزنطة أرهقتها مما جعلها غير مستعدة لمواجهة المسلمين الجيوش الأتية من الجزيرة العربية.

## 632م: الخلافة الإسلامية

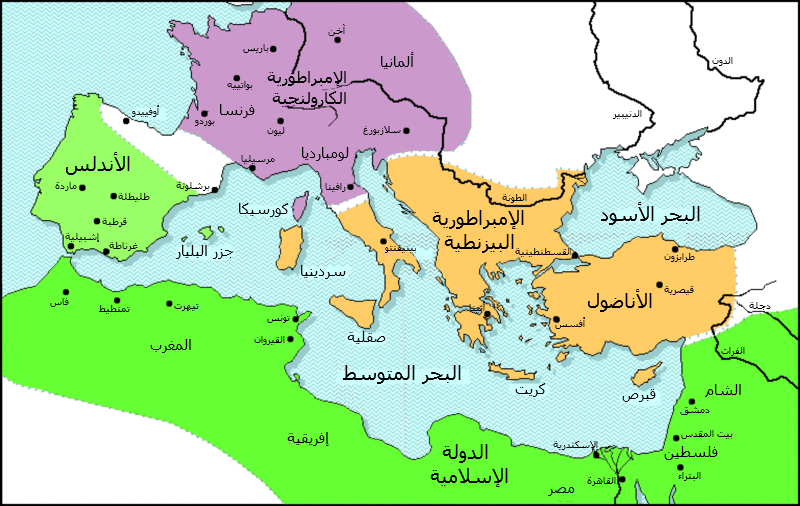
الممالك الأربعة الكبرى في عام 800 بعد الميلاد: الدولة العباسية وعاصمتها بغداد (أخضر)، والدولة الأموية (أخضر فاتح) في الأندلس وتسمى إمارة قرطبة، ومملكة الفرنجة أو الامبراطورية الرومانية المقدسة (بنفسجي)، والدولة البيزنطية (بني).

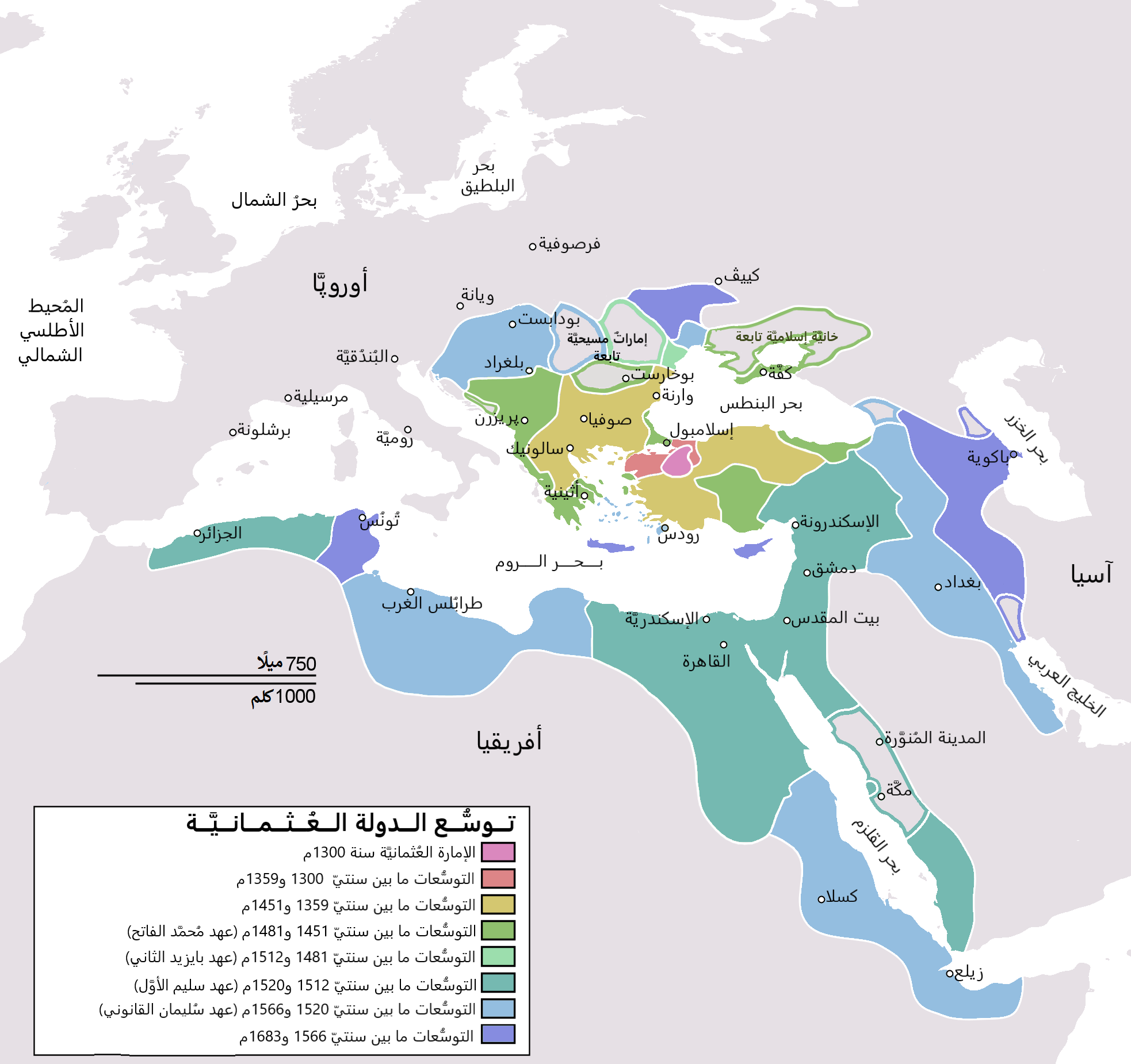
الدولة العثمانية في سنوات التوسع والازدهار.

وفقا لتاريخ المسلمين السنة، كان الخليفة الأول للمسلمين بعد موت الرسول هو أبو بكر الصديق، تلاه عمر بن الخطاب الذي كان أول خليفة يسمى أمير المؤمنين وثاني خليفة من الخلفاء الصالحون الأربعة. والاثنان الأخاران كانا عثمان بن عفان وعلي بن أبي طالب. بينما يعتبرالشيعة أن عليا كان يجب أن يكون الخليفة الأول كحقا مشروعا له. مع أن عليا وافق على حكم الخلفاء الثلاثة الذين أتوا من قبله.
بعد أول الخلفاء الأربعة، انتقلت الخلافة سلالات اعتبروا أنهم أحق بها مثل الأمويين، العباسيون والعثمانيون. ولفترات قصيرة نسبيا، حكمت سلالات متنافسة أخرى مثل السلالة الأموية في الأندلس، وفي شمال أفريقيا ومصر. الغى مصطفى كمال أتاتورك الخلافة العثمانية، وأسس الجمهورية التركية في عام 1924. وإلى اليوم، يلقب ملوك المغرب بلقب أمير مؤمني المغاربة، ولكنهم لا يطالبون بالخلافة.